# Латифа бинт Ахмед Аль Мактум
Латифа бинт Ахмед ибн Джума Аль Мактум (род. 27 сентября 1985 года) — конная спортсменка из ОАЭ, участница Олимпийских игр 2008 года, представительница монаршей династии Аль Мактум.

## Биография
В марте 2007 года она автоматически прошла квалификацию для участия в индивидуальных соревнованиях Олимпиады по конкуру среди женщин. На седьмом Международном чемпионате Катара по конкуру она показала время 47,72 секунды, этого было достаточным для участия в Играх. Латифа пропустила Панарабские игры 2007 года в Каире, чтобы сосредоточиться на подготовке к Олимпиаде.
Она принимала участие в летних Олимпийских играх 2008 года в Пекине, Всемирных конных играх 2010 года в Лексингтоне, штат Кентукки, и чемпионатах мира по конкуру 2013 и 2015 годов. Вместе со своей родственницей Маитой она стала первой женщиной, представившей ОАЭ на Олимпийских играх.
Обычно она выступала на одной из двух своих любимых лошадей: Каласка де Семилли и Пинатс де Бофор. В апреле 2019 года она заняла второе место на 21-м чемпионате Эмирейтс по конкуру на лошади Кобольт 8. Латифа планировала выступить на летних Олимпийских играх 2020 года в Токио, но так и не приняла участия в соревнованиях.
Латифа — дочь шейхи Хессы бинт Рашида Аль Мактума (дочь Рашид ибн Саид Аль Мактум, сестра Мактум ибн Рашид Аль Мактум и Мохаммеда ибн Рашида Аль Мактума).